# Gäddtjärnen (Älvsby socken, Norrbotten, 730418-170724)
Gäddtjärnen är en sjö i Älvsbyns kommun i Norrbotten och ingår i Piteälvens huvudavrinningsområde. Gäddtjärnen ligger i Piteälven Natura 2000-område.